# Monasterio de Santa María (Vilabertrán)
El monasterio de Santa María (en catalán: monestir de Santa Maria) es un templo situado en el municipio de Vilabertrán, en la comarca del Alto Ampurdán, provincia de Gerona, Cataluña, España. Es Bien de Interés Cultural desde 1930.

## Historia

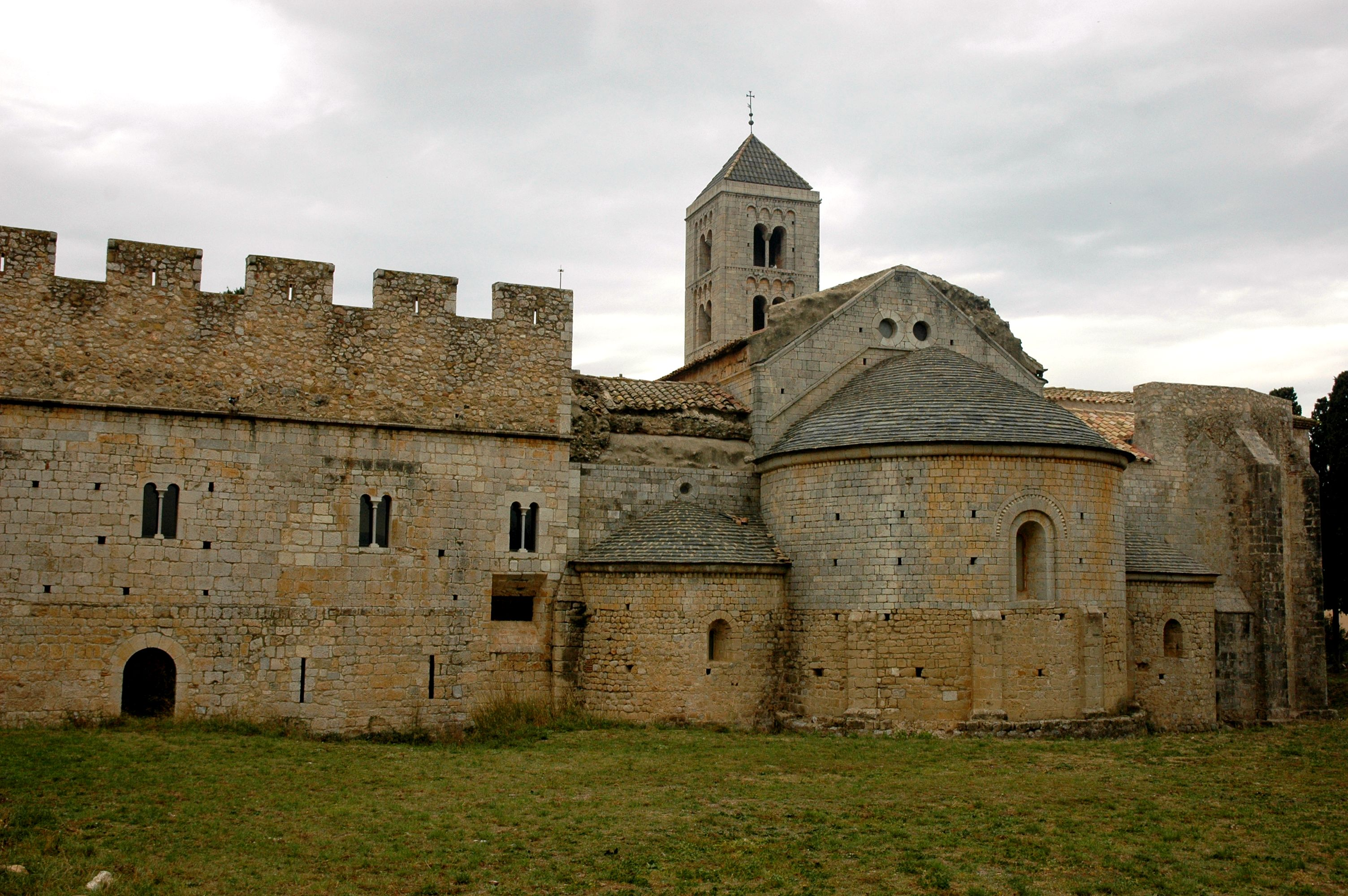
Exterior del ábside

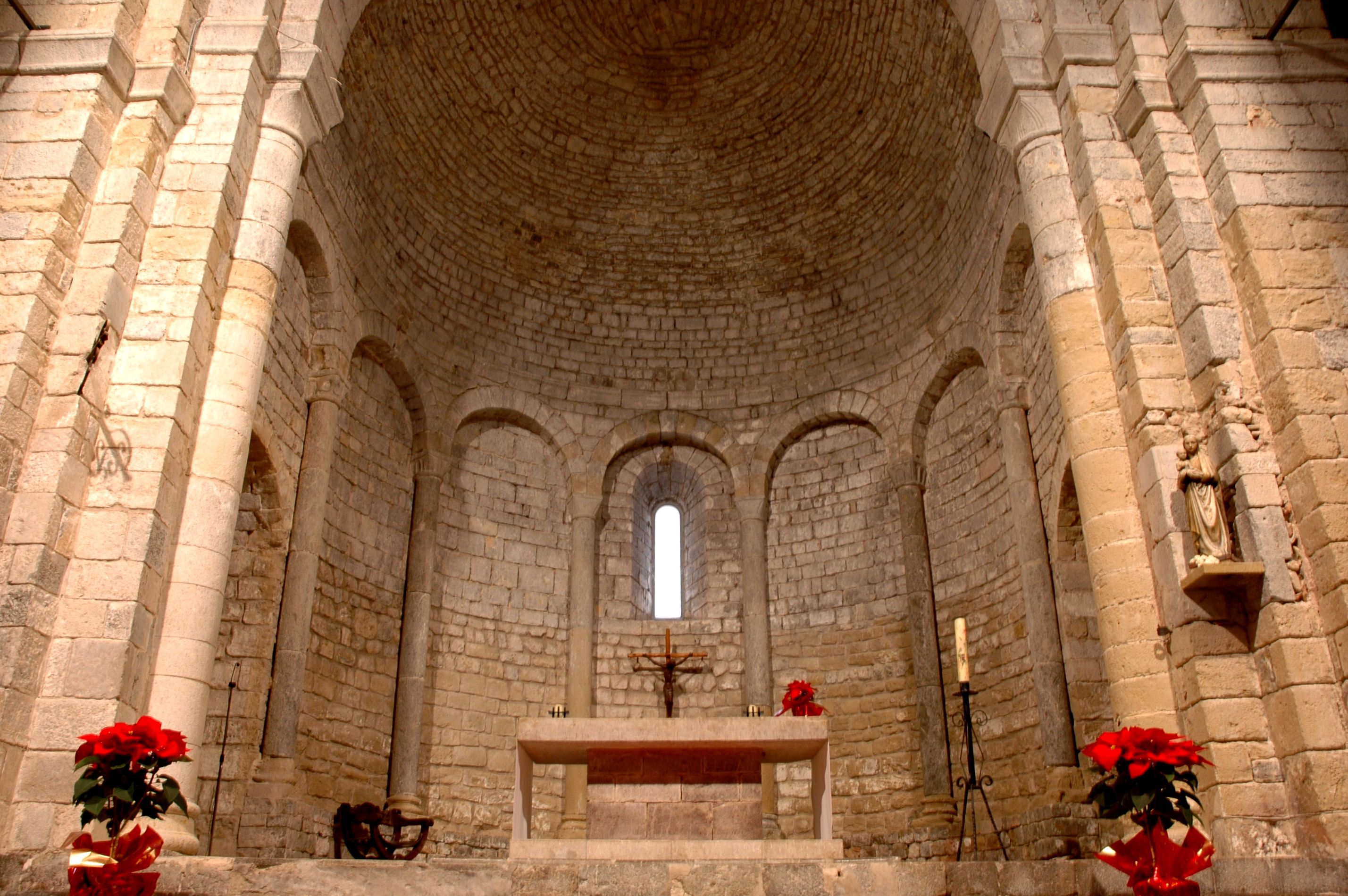
Interior del ábside e iglesia

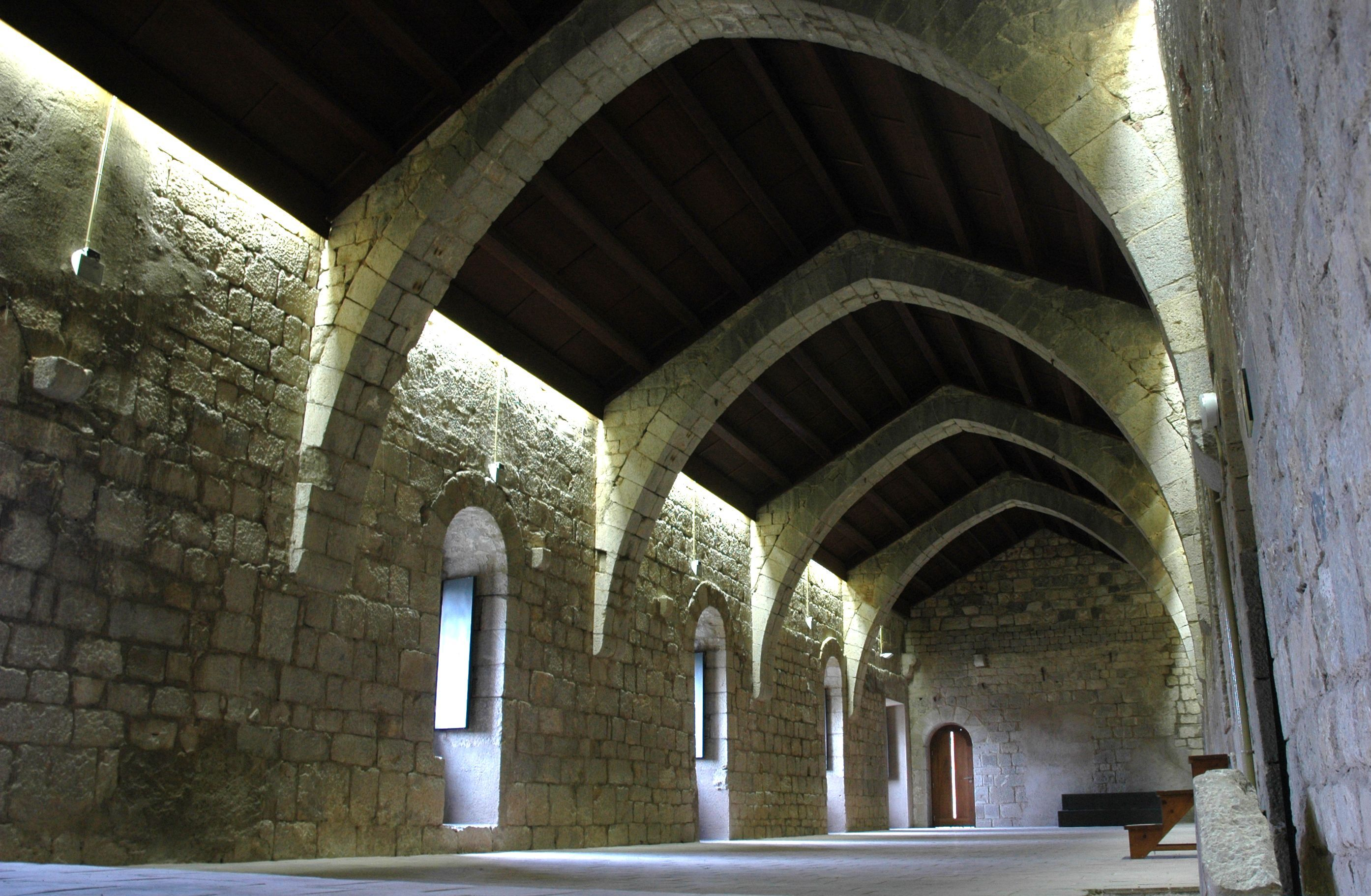
Dormitorio

En 1066, un presbítero, Pere Rigall (escrito a veces como Rigau), fue destinado a una pequeña iglesia, la de Santa María en la pequeña localidad de Vilabertrán. En 1069 unas familias de la zona le donaron los terrenos de la iglesia, incluyendo un perímetro de “60 pasos” para construir un cementerio así como una fuente situada frente a la iglesia. 
Poco a poco se fue formando una comunidad de canónigos que residían en una casa anexa a la iglesia de Santa María. La nueva comunidad adoptó las normas de San Agustín. Rigall fue su primer abad y se decidió que, a su muerte, los propios miembros de la congregación elegirían a su sucesor. 
En 1080 se inició la construcción del nuevo monasterio. La nueva iglesia fue consagrada el 11 de noviembre de 1100. Rigall intentó expandir los dominios del monasterio; su intentó de anexionar el monasterio de San Juan de las Abadesas fracasó pero el de Santa María de Lladó terminó convirtiéndose en filial de Vilabertran. 
Rigall murió en una fecha sin determinar entre 1107 y 1114. Aunque nunca se siguió un proceso de beatificación, terminó siendo venerado como santo. El monasterio siguió prosperando tras su muerte. Fue un centro de acogida de los peregrinos que se dirigían a Tierra Santa ya que disponía de una hospedería.
Los abadiatos de Pedro de Torroja (hermano de Arnau de Torroja, Gran Maestre del Temple y de Ramón de Usall (1152-1176) fueron muy importantes en esta colaboración con las Órdenes Militares y el Pasaje a Tierra Santa. El 29 de octubre de 1295 se celebró en Santa María el enlace entre el rey Jaime II de Aragón y Blanca de Nápoles, su segunda esposa.
A mediados del siglo XIV fue dotado de una gran cruz de plata con camafeos egipcios, con fragmentos de la Vera Cruz, posiblemente provenientes de las embajadas de Eymeric de Usall (1303-1304, 1305-1306) que intentó liberar de su cautividad en Egipto a fray Dalmau de Rocabertí, de la casa de los señores de Peralada i Vilabertrán, último jefe militar del Temple en la isla de Arwad. Abona aquesta hipótesis la afirmación del Padre José Dromendrari de que fray Dalmau de Rocabertí, el templario, murió en 1326 en Vilabertrán. 
En 1410 llegó al monasterio un nuevo abad, Antoni Girgos. Él fue quien se encargó de amurallar el monasterio, debido a la inestabilidad que sufría la zona en esa época, azotada por los continuos ataques de piratas. También mandó construir la torre del reloj y el palacio abacial.
El monasterio fue secularizado en 1592 y pasó a ser un conjunto de casas presbiterales regidas por un arcipreste. En 1794 sufrió el ataque de las tropas napoleónicas. Finalmente, en 1835 la ley de desamortización provocó que los pocos canónigos que quedaban en Santa María se trasladaran a Albarracín. 
Finalizada la guerra civil española, Vilabertran se convirtió en cuartel militar. Entre 1945 y 1960 se realizaron diversas reformas del edificio. Desde 1980 es propiedad de la Generalidad de Cataluña. Desde hace unos años se celebra en las antiguas dependencias del monasterio un festival de música clásica dedicado a Franz Schubert.

## Edificios

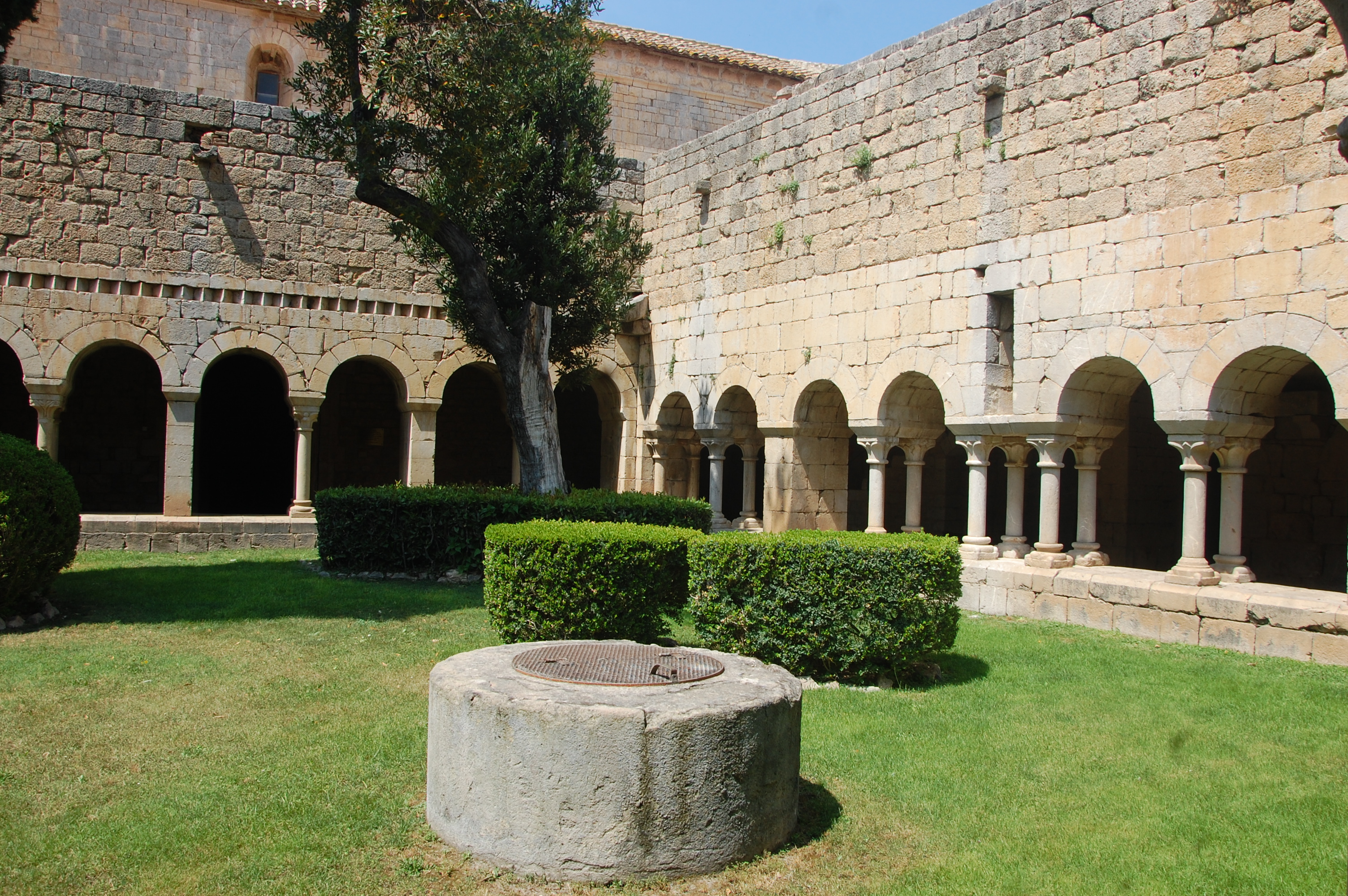
Claustro

La iglesia de Santa María es el elemento más destacado del conjunto monacal. Se cree que no fue terminada hasta después de su consagración en el 1100. Es de base cuadrangular dividida por dos hileras de columnas que parten el espacio en tres naves diferentes. La nave principal está cubierta con una bóveda de cañón. Está reforzada por cuatro arcos apoyados en pilares. Al final de las naves laterales se abre el transepto.
El claustro se construyó en el siglo XII. Es sencillo y austero y sus galerías son bastante desiguales. Están cubiertas por una bóveda de medio arco y ángulos sostenidos por arcos diagonales. Los capiteles de las columnas están decorados con dibujos de hojas lisas. Alrededor del claustro se distribuyen las diferentes dependencias del antiguo convento. 
El campanario se construyó entre los siglos XII y XIII. Está compuesto por tres galerías decoradas al estilo lombardo. La fachada es totalmente lisa; no presenta ningún adorno. A la derecha de la torre se pueden ver aún los restos de un campanario que jamás llegó a completarse